# هئو هوانگ‌اوک
هئو هوانگ‌اوک، همسر امپراتور سورو، نخستین امپراتور گئومگوان گایا بود. هوانگ‌اوک همچنین نخستین ملکه گئومگوان گایا بود. او و پادشاه سورو در ۴۸ میلادی با یکدیگر ازدواج کردند و صاحب فرزندی به نام گئودئونگ وانگ (گئودئونگ گئومگوان گایا) شدند.